# Kanonverkstaden

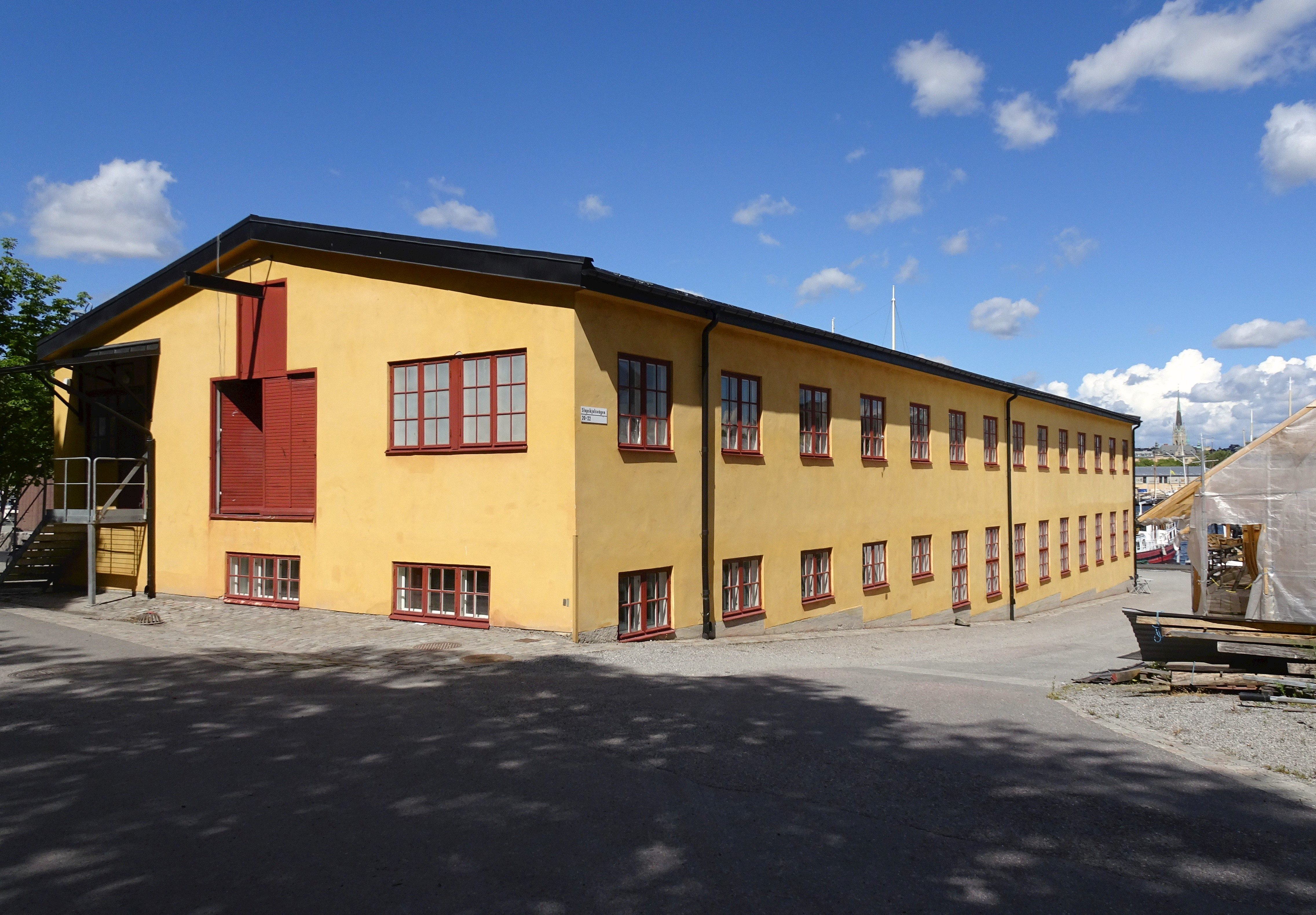
Kanonverkstaden, juli 2017.

Kanonverkstaden är en byggnad vid Slupskjulsvägen 20-22 på Skeppsholmen i Stockholm. Byggnaden ägs och förvaltas av Statens Fastighetsverk.

## Historik
Byggnaden uppfördes 1943 i sparsmakad funktionalistisk stil, efter ritningar av en okänd arkitekt. Huset ersatte en äldre verkstadsbyggnad som stod på samma plats. Kanonverkstaden var en del av försvarets stora utbyggnadsprogram som utfördes under andra världskriget för örlogsvarvet i Stockholm. Utbyggnaden skedde huvudsakligen på Galärvarvet och kanonverkstaden var den enda av nybyggnaderna som uppfördes på Skeppsholmen. Här reparerades kanoner fram till slutet av 1960-talet då verksamheten flyttade till Musköbasen.
Efter att flottan flyttade från Skeppsholmen 1969 nyttjades byggnaden av Kungliga Konsthögskolan och tillfälliga hyresgäster. 1997-2005 uppläts hela fastigheten till Skeppsholmens folkhögskola för bygget av Stockholmsbriggen (Tre Kronor af Stockholm). Åren 2005-2006 renoverades huset. Idag har Moderna Museets administration lokaler i bottenvåningen och Konsthögskolan har ateljéer i övervåningen.